# District de Wissembourg
Le district de Wissembourg est une ancienne division territoriale française du département du Bas-Rhin de 1790 à 1795.
Il était composé des cantons de Wissembourg, Ingweiller, Lautrebourg, Niederbronn et Soultz.